# Cornsay
Cornsay – wieś i civil parish w Anglii, w hrabstwie Durham. Leży 13 km na zachód od miasta Durham i 380 km na północ od Londynu. W 2011 roku civil parish liczyła 1128 mieszkańców.